# Mitsubishi 4G15
Mitsubishi 4G15 je zážehový motor japonské automobilky Mitsubishi. Jedná se o řadový zážehový čtyřválec s rozvodem ventilů SOHC. Tento motor byl dodáván s mechanickým nebo elektronickým karburátorem, od roku 1988 byl k dispozici i se vstřikováním. Zdvihový objem je 1 468 cm³. V provedení 8V dosahoval výkonu 62kW a v provedení 12V dosahoval 66kW.
Tento motor se instaloval do vozů Mitsubishi Lancer, Colt a americké verze Mirage.